# Unaffected Thought Flow
Unaffected Thought Flow – trzeci album zespołu Contemporary Noise Sextet, wydany w roku 2008.

## Lista utworów
| 1. | "Unaffected Thought Flow (Part 1)"              | 2:20  |
|    |                                                 |       |
| 2. | "A Girl Killed Nicely"                          | 3:58  |
|    |                                                 |       |
| 3. | "Procession In The Fog (With The Barking Dogs)" | 10:32 |
|    |                                                 |       |
| 4. | "Nautilius"                                     | 5:17  |
|    |                                                 |       |
| 5. | "New Machine On The Dance Floor"                | 8:33  |
|    |                                                 |       |
| 6. | "No Marks, No Body, No Guilty"                  | 3:52  |
|    |                                                 |       |
| 7. | "Zero Gravity"                                  | 5:55  |
|    |                                                 |       |
| 8. | "Unaffected Thought Flow (Part 2)"              | 2:41  |
|    |                                                 |       |
|    |                                                 | 43:08 |
|    |                                                 |       |

## Twórcy
- Kuba Kapsa – pianino
- Wojtek Jachna – trąbka
- Tomek Glazik – saksofon tenorowy, saksofon barytonowy
- Kamil Pater – gitara elektryczna, gitara barytonowa
- Patryk Węcławek – kontrabas, gitara basowa
- Bartek Kapsa – perkusja